# Jours fériés au Rwanda
Ceci est une liste des jours fériés au Rwanda. Le Rwanda observe quatorze jours fériés réguliers. 
De plus, la semaine qui suit le jour du souvenir du génocide, le 7 avril, est désignée comme une semaine officielle de deuil. Le dernier samedi de chaque mois se déroule l'umuganda, une journée nationale de service communautaire, pendant laquelle la plupart des services normaux restent fermés jusqu'à midi.   

## Vacances publiques
| Vacances                | Vacances                          |
| Date                    | Fête                              |
| ----------------------- | --------------------------------- |
| 1er janvier             | Le jour de l'an                   |
| 2 janvier               | Vacances du Nouvel An             |
| 1er février             | Journée nationale des héros       |
| Variable                | Vendredi saint                    |
| Variable                | Lundi de Pâques                   |
| 7 avril                 | Journée commémorative du génocide |
| 1er mai                 | Fête du Travail                   |
| 1er juillet             | Jour de l'indépendance            |
| 4 juillet               | Jour de la libération (en)        |
| 15 août                 | Assomption                        |
| Premier vendredi d'août | Journée Umuganura                 |
| Variable                | Aïd al-Fitr                       |
| Variable                | Aïd al-Adha                       |
| 25 décembre             | Jour de Noël                      |
| 26 décembre             | Lendemain de Noël                 |